# Афанасенков, Владимир Николаевич
Влади́мир Никола́евич Афана́сенков (род. 12 июня 1962, станица Красноармейская, Краснодарский край) — строитель, российский государственный деятель.

## Биография
Владимир Афанасенков окончил Краснодарский политехнический институт. В 1984—2006 работал мастером дорожно-строительного управления, прорабом, начальником дорожно-строительного управления, начальником Краснодарского краевого государственного учреждения дорожного комитета, финансовым директором, начальником управления в государственном учреждении управления федеральных автомобильных дорог по Краснодарскому краю. В течение 1,5 лет руководил ФГУП «Объединённая дирекция Федеральной целевой программы развития г. Сочи как горноклиматического курорта».
До 2008 года — заместитель Главы администрации Краснодарского края по вопросам подготовки Сочи к Зимним Олимпийским играм 2014 года. С 16 апреля по 29 июня 2008 — исполняющий обязанности Главы города Сочи. 29 июня 2008 в ходе голосования избран на должность главы города Сочи. 30 октября 2008 подал заявление об отставке по состоянию здоровья, сообщив об этом на внеочередной сессии городского собрания.
По мнению «Новой газеты», ещё одной причиной отставки могло быть недовольство полпреда Дмитрия Козака темпами возведения олимпийских объектов.